# Pentagon-emlékmű
A Pentagon-emlékmű (Pentagon Group Burial Marker) az Arlingtoni Nemzeti Temetőben áll, és azoknak a sírhelyét jelöli, akik életüket vesztették az Amerikai Védelmi Minisztérium elleni 2001. szeptember 11-ei terrortámadásban.
2002. szeptember 12-én az Emlékamfiteátrumban tartott megemlékezés után a 64-es parcellába, közös sírba temették a Pentagon elleni terrorakció 179 áldozatának azonosított maradványait. Öt ember után nem maradt semmi. Az ünnepség szónoka Donald Rumsfeld védelmi miniszter volt. Az emlékmű egy ötoldalú (pentagonális) gránittömb, amelybe belevésték a minisztérium épületében és az American Airlines Pentagonba vezetett 77-es járatán tartózkodók nevét. A 64-és parcella a temető délkeleti területén, a Pentagonhoz legközelebb eső részén áll.